# Stabbyskogen

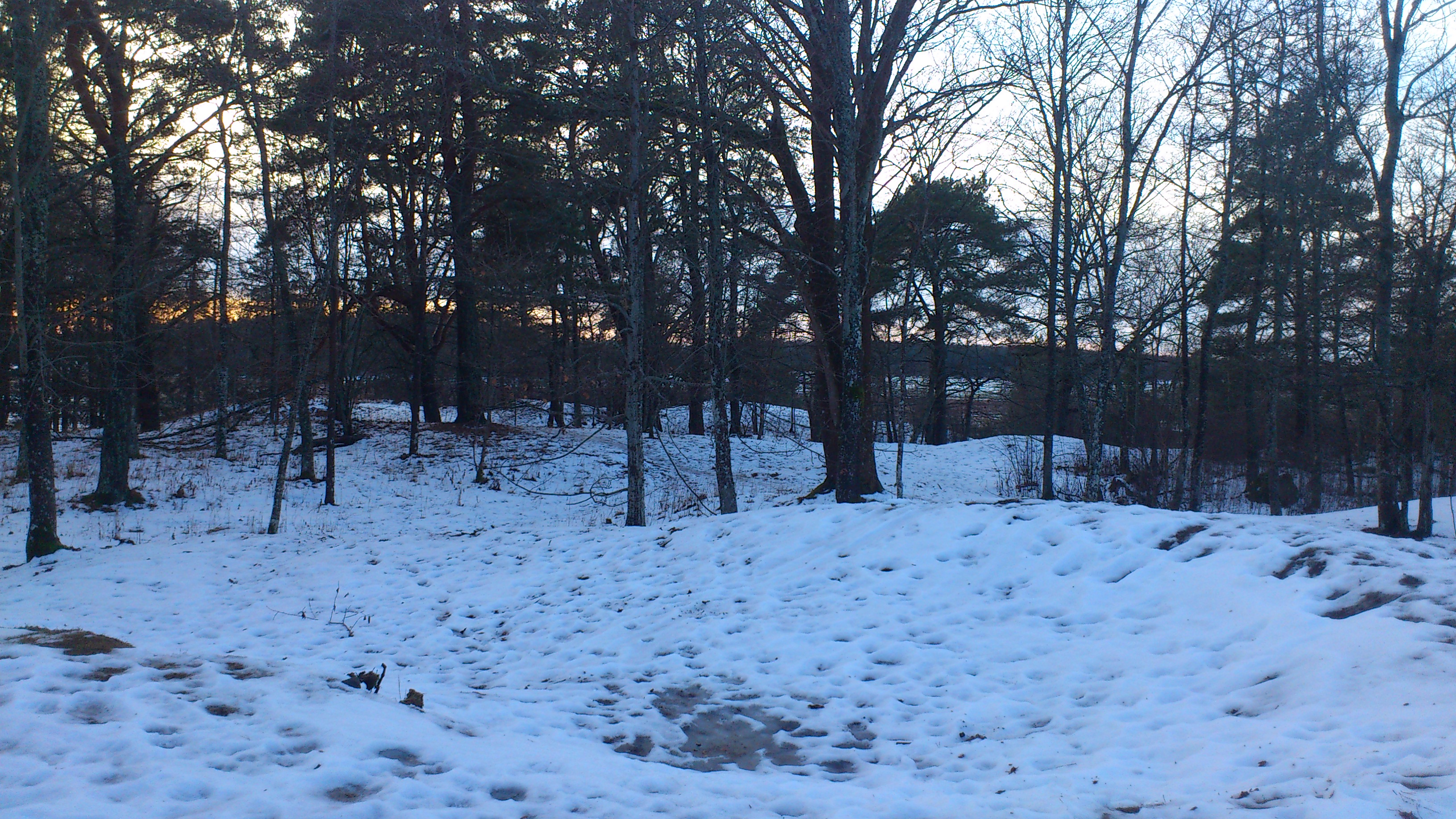
Järnåldersgravar ovanför Stabby prästgård.

Stabbyskogen med angränsande Stabby backe är ett naturområde i nordvästra Uppsala. Området ligger i kanten av den del av stadsdelen Luthagen som av tradition kallas "Stabby". Skogen inramas mot öst av en gångväg på den tidigare banvallen för tåget mot Enköping och där bakom den lilla parken Stabbylyckan och Tiundagatan. I det nordöstra hörnet ligger Stabby prästgård. Mot sydväst och väst ligger Eriksskolan och Rickomberga.
Området har en omväxlande natur med blandskog där barrträd överväger, däribland ovanligt många lärkträd. Stabby backe är gräsmark med en del träd i en sluttning ner mot åkermark i norr som korsas av Bärbyleden. En del av Stabby backe är inhägnad och används ibland som betesmark för får. Det finns järnåldersgravar på flera ställen, men tydligast ovanför prästgården med en rad små gravkullar och en informationsskylt som ger en bakgrund. Området är flitigt använt för olika fritidsändamål, här finns ett löparspår och skidspår och pulkabacke på vintern, det finns grillplatser och bänkar. Planer finns att anlägga en golfbana på den åkermark som gränsar till området. En förening, Gröna Sköna Stabby, verkar för att bevara och utveckla områdets kvalitéer.
I den nordvästra delen av Stabbyskogen finns en husgrund kvar efter en backstuga.

## Bilder

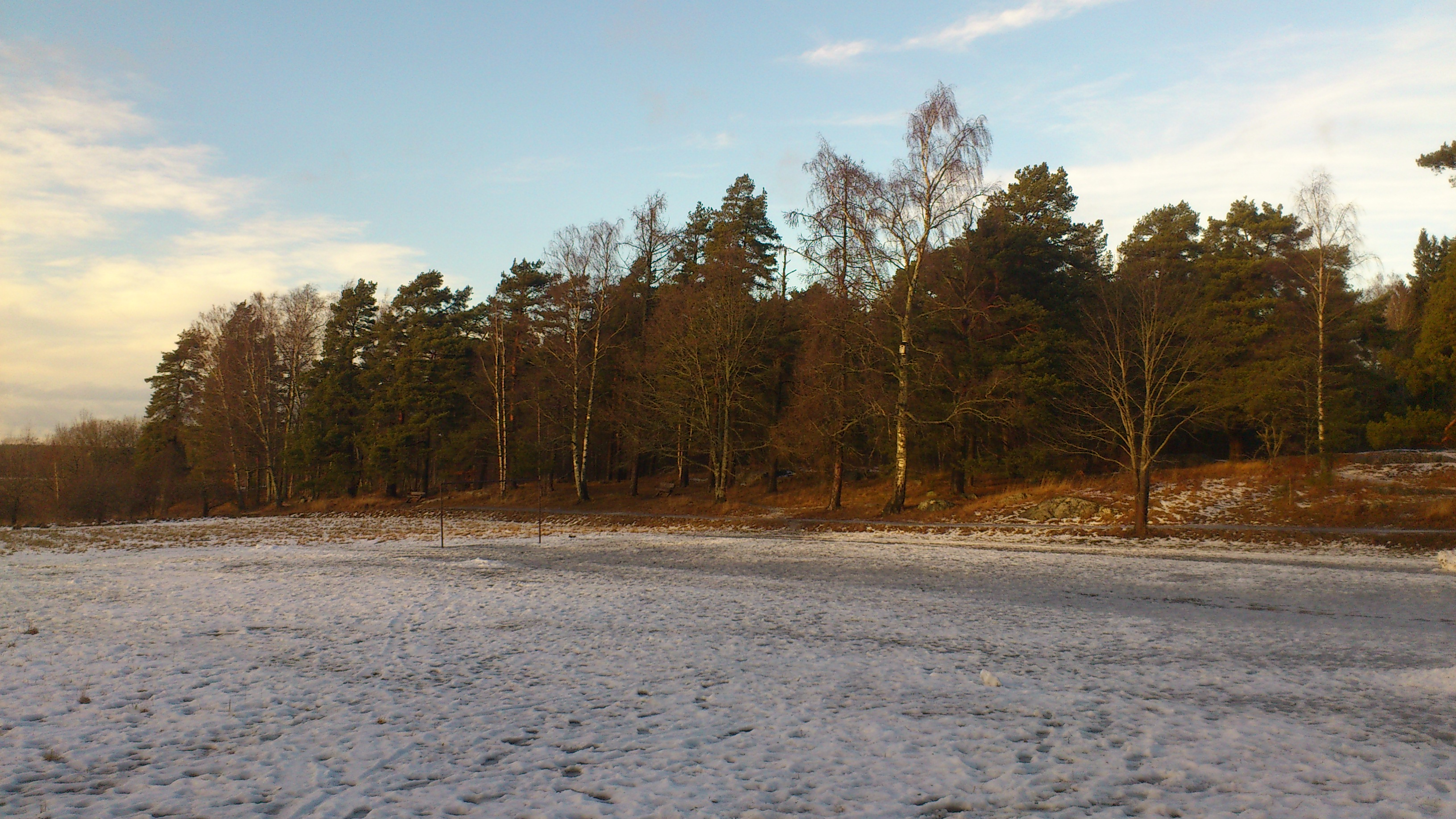
Stabbyskogen i Uppsala
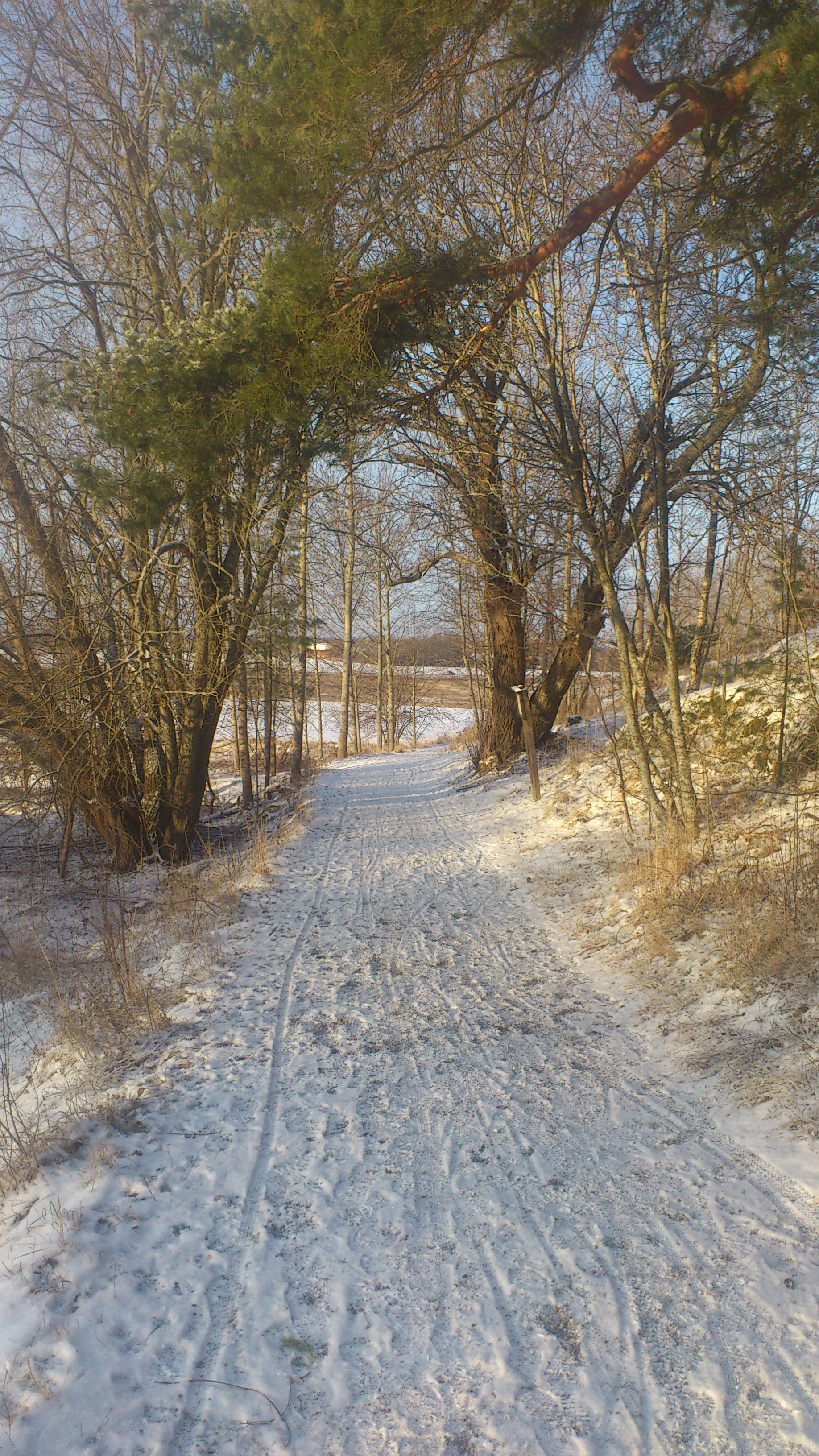
Gångväg
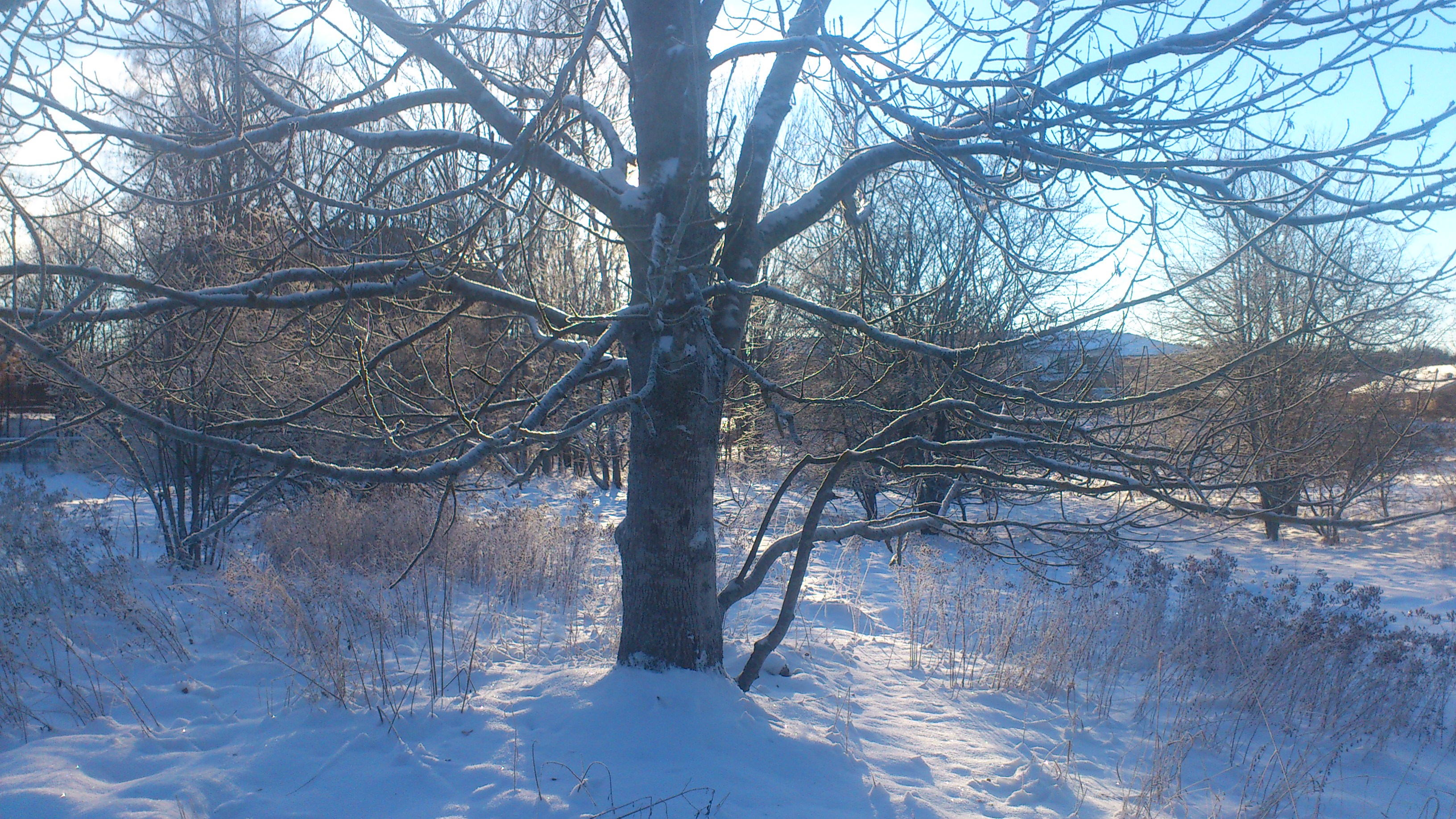
Träd i Stabby backe i Uppsala
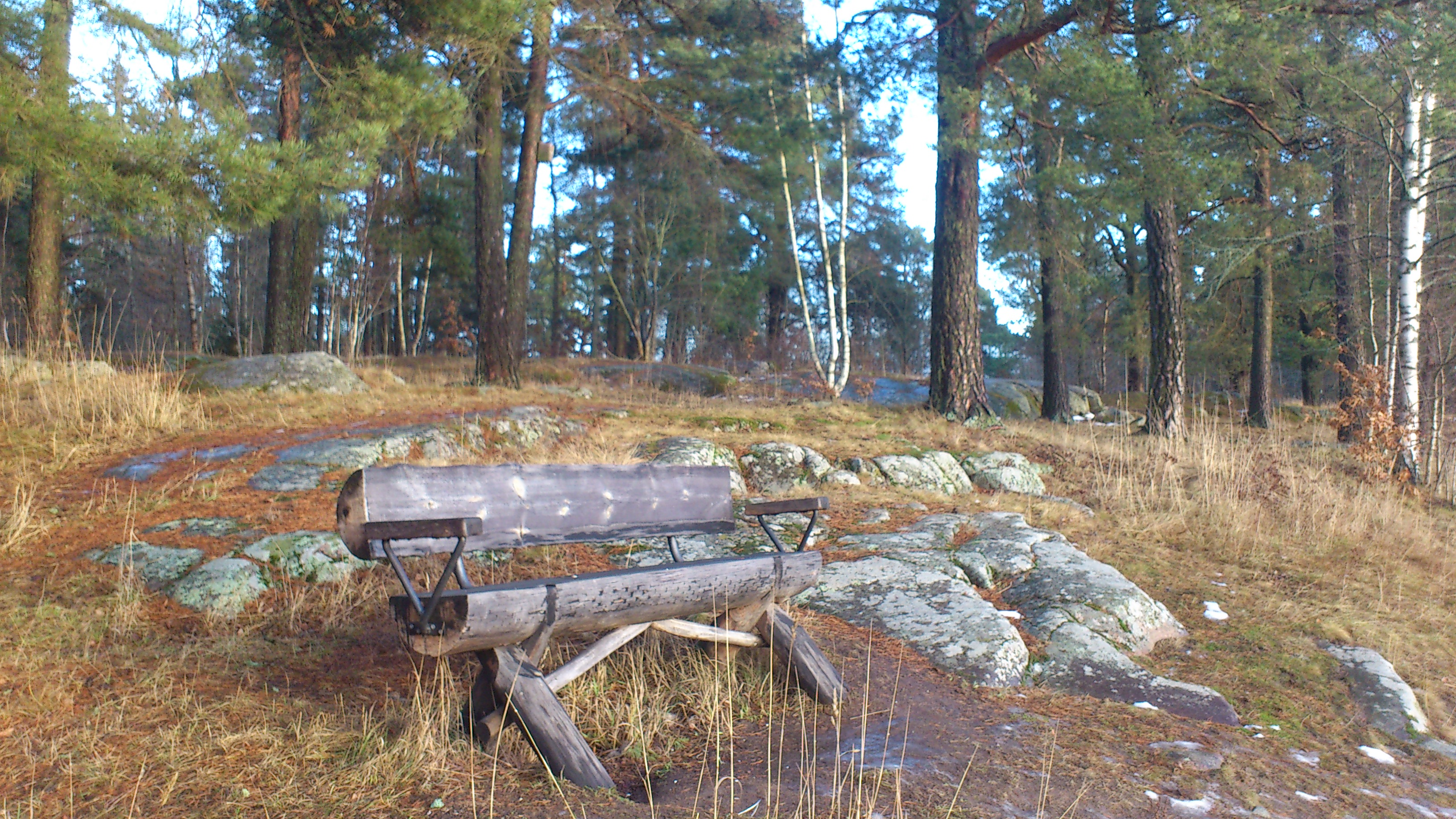
Bänk i Stabbyskogen i Uppsala